# Ommaya rezervoár

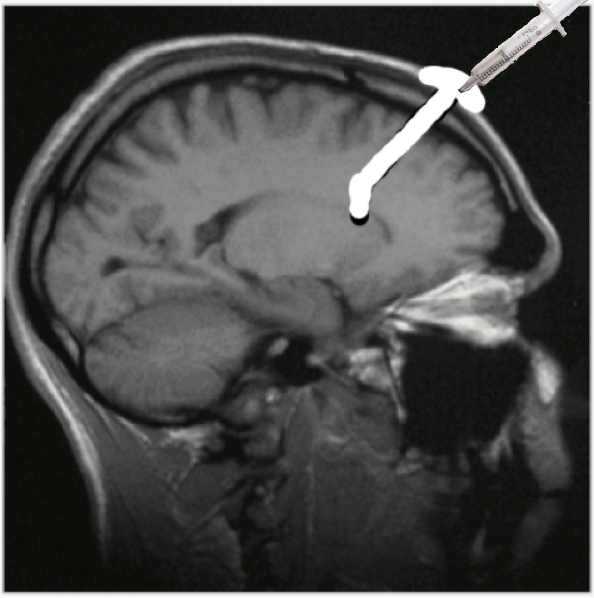
Schematický obrázek znázorňující intratekální podání léku prostřednictvím Ommaya rezervoáru

Ommaya rezervoár je druh intraventrikulárního (nitrokomorového) katétru, který se používá jak pro přímou a opakovanou intratekální aplikaci léků (např. chemoterapie) do mozkomíšního moku, tak pro odsávání mozkomíšního moku. Zařízení tak pacienta šetří opakovaných lumbálních punkcí. Skládá se z katétru, který vede z laterální mozkové komory, respektive komorového systému mozku, do rezervoáru, který je implantován do podkoží hlavy. Samotná aplikace ommaya rezervoáru je prováděna chirurgicky.
Byl vyvinut v roce 1963 pákistánsko-americkým neurochirurgem Ayubem K. Ommayou.